# Campionati europei di sollevamento pesi 1964
I Campionati europei di sollevamento pesi 1964, 46ª edizione della manifestazione, si svolsero a Mosca dal 25 al 28 giugno.

## Formula
La formula prevedeva tre serie di sollevamenti:
- sollevamento a distensione a due mani;
- sollevamento a strappo a due mani;
- sollevamento a slancio a due mani.

## Titoli in palio
| Categoria            | Eventi         | Atleti |
| -------------------- | -------------- | ------ |
| Pesi gallo           | Fino a 56 kg   | 7      |
| Pesi piuma           | Fino a 60 kg   | 9      |
| Pesi leggeri         | Fino a 67.5 kg | 6      |
| Pesi medi            | Fino a 75 kg   | 10     |
| Pesi massimi leggeri | Fino a 82.5 kg | 7      |
| Pesi mediomassimi    | Fino a 90 kg   | 8      |
| Pesi massimi         | Oltre i 90 kg  | 8      |

## Nazioni partecipanti
Le nazioni che hanno partecipato ai campionati furono 13 per un totale di 55 atleti partecipanti. Tra parentesi i partecipanti per nazione.
- Austria (3)
- Belgio (2)
- Bulgaria (7)
- Cecoslovacchia (6)
- Finlandia (2)
- Francia (6)
- Germania Est (4)
- Monaco (1)
- Polonia (2)
- Romania (5)
- Svezia (3)
- Ungheria (7)
- Unione Sovietica (7)

## Risultati
| Evento       | Oro                | Oro   | Argento          | Argento | Bronzo           | Bronzo |
| ------------ | ------------------ | ----- | ---------------- | ------- | ---------------- | ------ |
| 56 kg.       | Viktor Marzagulov  | 325,0 | Róbert Nagy      | 315,0   | Hans Reck        | 310,0  |
| 60 kg.       | Evgenij Kacura     | 365,0 | Balaș Fitzi      | 362,5   | Imre Földi       | 360,0  |
| 67,5 kg.     | Vladimir Kaplunov  | 417,5 | Zdeněk Otáhal    | 375,0   | Antonín Babinský | 360,0  |
| 75 kg.       | Viktor Kurencov    | 445,0 | Hans Zdražila    | 425,0   | Werner Dittrich  | 420,0  |
| 82,5 kg.     | Géza Tóth          | 455,0 | Viktor Šišov     | 445,0   | Marcel Paterni   | 440,0  |
| 90 kg.       | Vladimir Golovanov | 480,0 | Árpád Nemessányi | 450,0   | Marek Gołąb      | 440,0  |
| Oltre 90 kg. | Jurij Vlasov       | 562,5 | Károly Ecser     | 490,0   | Serge Reding     | 452,5  |

## Medagliere
| Posiz. | Nazione          | Oro | Argento | Bronzo | Totale |
| ------ | ---------------- | --- | ------- | ------ | ------ |
| 1      | Unione Sovietica | 6   | 1       | 0      | 7      |
| 2      | Ungheria         | 1   | 3       | 1      | 5      |
| 3      | Cecoslovacchia   | 0   | 2       | 1      | 3      |
| 4      | Romania          | 0   | 1       | 0      | 1      |
| 5      | Germania Est     | 0   | 0       | 2      | 2      |
| 6      | Belgio           | 0   | 0       | 1      | 1      |
| 6      | Francia          | 0   | 0       | 1      | 1      |
| 6      | Polonia          | 0   | 0       | 1      | 1      |
| Totale | Totale           | 7   | 7       | 7      | 21     |

## Classifica a squadre
Il sistema di punteggio è basato sui punti distribuiti per l'esercizio totale in base allo schema adottato nel 1958:
| Pos. | Squadra          | Punti |
| ---- | ---------------- | ----- |
| 1    | Unione Sovietica | 47    |
| 2    | Ungheria         | 29    |
| 3    | Cecoslovacchia   | 14    |
| 4    | Francia          | 13    |
| 4    | Germania Est     | 13    |
| 6    | Romania          | 12    |
| 7    | Polonia          | 7     |
| 8    | Belgio           | 5     |
| 8    | Finlandia        | 5     |
| 10   | Austria          | 4     |
| 11   | Bulgaria         | 2     |
| 11   | Svezia           | 2     |